# Thargelia (Fest)
Die Thargelien (altgriechisch Θαργήλια Thargelia) waren ein Vorerntefest im antiken Griechenland.
Der Brauch, eine Fruchtbarkeitszeremonie, beschränkte sich auf den ionisch-attischen Raum und ging später im Apollonkult auf. Alljährlich im April/Mai – dem 6. bis 7. Thargelion – wurden geweihte Getreideerstlinge in einem Topf gekocht. Davor gab es einen Sündenbock-Ritus, bei dem ein Pharmakos (ein zum Opfer erwählter Mensch) mit Feigenruten und Meerzwiebeln siebenmal auf die Genitalien geschlagen und symbolisch „über die Grenze vertrieben“ wurde.